# بينغو 1
بينغو 1 هو فك أحفوري (فك سفلي) ينتمي إلى أشباه البشر من جنس الهومو، وقد عُثر على هذا الفك في تايوان ورُبما يعود إلى العصر الحديث الأقرب.
لم تكن الحفرية واضحة في وقت العثور عليها حيث كانت تُعاني من كسور جمة ومظهر غير واضح تماما؛ لكن تمكن فريق الأبحاث عام 2008 في بسكادورز من تحسين مظهر الفك ومُعافاته من كل الخدوش السابقة ثم وُصف عام 2015 من قبل فريق دولي مؤلف من باحثين من اليابان وتايوان بالإضافة إلى علماء من أستراليا؛ حيث قدر هؤلاء عمر الجمجمة بما بين 10.000 وحتى 190.000 سنة.
يتكون الفك الأحفوري من فك سفلي كامل تقريبا (مع عدم وجود أي أثر للفك العلوي) بالإضافة إلى أربعة أسنان فقط بما في ذلك الأضراس والضواحك. وقد تم تصنيف الفك ضمن جنس الهومو بناءا على فكه وأسنانه التي تُشبه إلى حد ما أسنان الإنسان مع فرق في الحجم، وكان علماء الأحياء قد تعمقوا في دراسة الفك فوجودا في وقت لاحق أن له الكثير من التشاهبات في مع الإنسان المنتصب، ولكن هذا لا يعني أن الفك يعود لهذا الإنسان خاصة وأن هناك فروق أخرى وواضحة من قبيل مكونات الأسنان وآلية عملها؛ وقد سببت المعلومات المحدودة حول هذا الفك جدلا بين العلماء خاصة عند التصنيف؛ حيث أن الباحث والمؤلف المشارك يوسيكي كايفو قد حذر من تصنيف الفك ما لم يتم العثور على باقي الأجزاء المكونة للجمجمة بأكملها وليس الفك السفلي فقط، أما عالم الحفريات مارك ماكمينامين فقد صرح بأن الفك فريد من نوعه خاصة على مستوى الأسنان التي تبدو غريبة إلى حد ما كما قال أن هذا الفك وحده كفيل بإنشاء تصنيفات جديدة تخص أنواع جديدة لكنه لم يقترح أي تسمية،
أما عالمي الأنثروبولوجيا الصينين كسينزهي وو وهاوين تونغ قد صنفوا مبدئيا الفك السفلي مع الإنسان البدائي، ثم تركوا الباب مفتوحا أمام إمكانية تغيير التصنيف إلى أنواع متميزة جديدة ينبغي أن يتم اكتشافها.
يقع بينغو 1 حاليا في المتحف الوطني للعلوم الطبيعية في تاي شانغ.

## وصلات خارجية
- التسلسل الزمني لتطور الإنسان – مؤسسة سميثسونيان والمتحف الوطني للتاريخ الطبيعي (أغسطس 2016).